# Lufthansa Bombardier Aviation Services
Lufthansa Bombardier Aviation Services (kurz „LBAS“) ist ein Instandhaltungsunternehmen für Bombardier Business-Jetflugzeuge.

## Geschichte
Das Unternehmen wurde 1997 als Joint Venture der Lufthansa Technik AG und des kanadischen Flugzeugbauers Bombardier Aerospace gegründet. Inzwischen ist die Schweizer ExecuJet Group mit 20-prozentigem Anteil dritter Partner des Gemeinschaftsunternehmens (Lufthansa Technik AG: 51 Prozent; Bombardier: 29 Prozent). Das am Flughafen Berlin-Schönefeld beheimatete Unternehmen mit einer Fläche von rund 8.000 Quadratmetern ist das erste Bombardier Service Center außerhalb Nordamerikas.

## Überblick
Das Servicespektrum beinhaltet die gesamte Bandbreite an Wartung und Überholung (Line und Base Maintenance), Inspektionen des Rumpfes, Triebwerks- und Reifenservice bis hin zu Ausbesserungs- und Modifikationsarbeiten. Neben umfangreichen MRO-Leistungen (Maintenance, Repair and Overhaul) an Flugzeugen der Bombardier-Typen Learjet, Challenger und Global ist Lufthansa Bombardier Aviation Services eine zertifizierte Continuing Airworthiness Management Organization (CAMO) und autorisiert, in vollem Umfang Arbeiten im Rahmen der Herstellergarantie an allen Bombardier-Mustern durchzuführen.

## Von der Ersatzteilversorgung bis zur Kabinenausstattung
Als ein Mitglied des internationalen Service-Verbundes der Lufthansa Technik AG bietet LBAS mit seinen über 170 Mitarbeitern den Betreibern von Privat- und Geschäftsflugzeugen die Betreuung ihrer Flugzeuge. Dies beinhaltet ein mobiles AOG-Reparaturteam (Aircraft on Ground) und ein Ersatzteillager für eine Ersatzteilversorgung, weiterhin kümmert sich LBAS um den Bereich der Kabinenausstattung und der Bordsysteme. Neben Reparaturen und Sanierungsmaßnahmen des Kabineninterieurs ist auch die Nachrüstung und Modifikation der Bordelektronik im Programm. LBAS war das erste europäische MRO-Unternehmen, das detaillierte Modifikationen an den Höhenmess-Systemen von Bombardier-Jets zur Erfüllung der verschärften Anforderungen beim Befliegen der oberen Lufträume (Reduced Vertical Separation Minima, RVSM) vorgenommen hat. Das Berliner Instandhaltungsunternehmen ist von Bombardier autorisiert, Systemintegrationen wie den Einbau des Zusammenstoß-Warnsystems TCAS und des Bodenannäherungs-Warnsystems EGPWS sowie Wetterradar-Upgrades vorzunehmen.
Der Anbieter von MRO-Leistungen für Bombardier-Geschäftsflugzeuge in Europa, dem Mittleren Osten und Afrika ist stärker als der Markt für Geschäftsreiseflugzeuge (Business Aviation) gewachsen.